# Væk fra Spjald
|  | Denne artikel er oprettet af botten Steenthbot ud fra en ekstern database. Den kan derfor have sproglige fejl eller mangler. Denne skabelon kan fjernes efter kontrol af indholdet. |

Væk fra Spjald er en dansk kortfilm fra 2007 instrueret af Lars Wass og Thomas Glud efter deres manuskript.

## Handling
Kirsten bor sammen med sin 18-årige søn Dennis. En dag er Dennis så heldig, at hans store drøm går i opfyldelse: Han får chancen for at synge i en talentkonkurrence på tv. Under showet sidder hans mor derhjemme i provinsbyens morads af moral og pligt og følger showet på skærmen, da Dennis pludselig afslører en hemmelighed. En film om, at man skal huske at stå ved sig selv og slå til, når man får chancen.

## Medvirkende
- Helle Dolleris, Kirsten
- Mathias Mortensen, Dennis
- Kirsten Lehfeldt, Inger
- Lotte Andersen, Elsa
- Jesper Asholt, Bager
- Mathias Skov Rahbæk, Showstars vært
- Anni Bjørn, Kunde
- Sven Ole Schmidt, Kunde
- Thomas Glud, Showstars journalist
- Kenneth Clausen, Showstars fotograf